# Augusta-Victoria de Hohenzollern
Titre
Épouse du prétendant au trône de Portugal
4 septembre 1913 – 2 juillet 1932
(18 ans, 9 mois et 28 jours)
Auguste-Victoire de Hohenzollern (en allemand : Auguste Viktoria Prinzessin von Hohenzollern), née le 19 août 1890 à Potsdam (Royaume de Prusse) et morte le 29 août 1966 à Münchhöf-Homberg, quartier d'Eigeltingen, land de Bade-Wurtemberg (Allemagne de l'Ouest), est la reine consort et titulaire de Portugal – sous les prénoms portugais d'Augusta Vitória – de 1913 à 1932 (qui ne foulera jamais le sol du Portugal, la monarchie portugaise ayant été abolie en 1910).

## Biographie

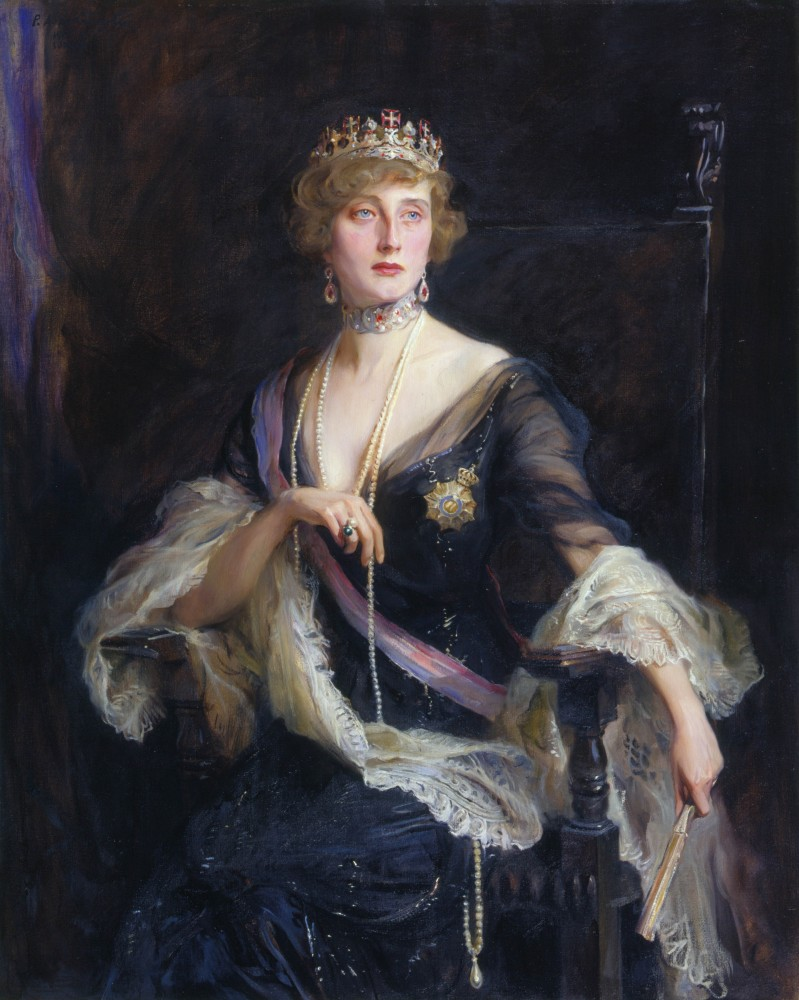
La reine Augusta Victoria en 1915.

Elle est la fille unique et l'aînée des trois enfants du prince Guillaume de Hohenzollern-Sigmaringen (1864-1927) et de la princesse Marie-Thérèse de Bourbon-Siciles (1867-1909). Elle est la sœur aînée de Frédéric de Hohenzollern et de François-Joseph de Hohenzollern-Emden. Elle est en outre la petite-nièce de l'empereur François-Joseph Ier d'Autriche.
Elle épouse en premières noces à Sigmaringen, le 4 septembre 1913, le roi déposé Manuel II de Portugal et s'installe ensuite avec lui au manoir de 
Fulwell Park à Twickenham, près de Londres, où le souverain vit en exil depuis la révolution portugaise de 1910, et où on lui rend hommage sous le prédicat, le titre et le nom de Sa Majesté la reine Augusta Victoria. Ils n'ont pas d'enfants. 
Veuve en 1932, elle épouse en secondes noces au château de Langenstein à Orsingen-Nenzingen, le 23 avril 1939, le comte Robert Douglas (né le 24 avril 1880 à la villa Douglas à Hinterhausen, près de Constance, et mort le 26 août 1955 au château de Langenstein), chambellan royal suédois, docteur honoris causa en sciences politiques, président de la Chambre d'agriculture badoise.